# تقية بنت أحمد
تقية بنت أحمد بن محمد بن الحصين راوية للحديث روت بالإجازة عن ابن بيان الرزاز، وسمع منها عمر بن علي القرشي.